# Expo 2015
Die Weltausstellung Expo 2015 unter dem Motto Feeding the Planet, Energy for life (dt. Den Planeten ernähren, Energie für das Leben) fand vom 1. Mai bis 31. Oktober 2015 im italienischen Mailand statt. Bei der „Expo“ handelt es sich um eine der vom Bureau International des Expositions (BIE) anerkannten großen internationalen Ausstellungen. Der Ausstellungspavillon Deutschlands stand unter dem Motto Be active (dt. Sei aktiv).
Bereits 1906 richtete Mailand die Weltausstellung aus, dort mit dem Thema Verkehr.

## Geschichte

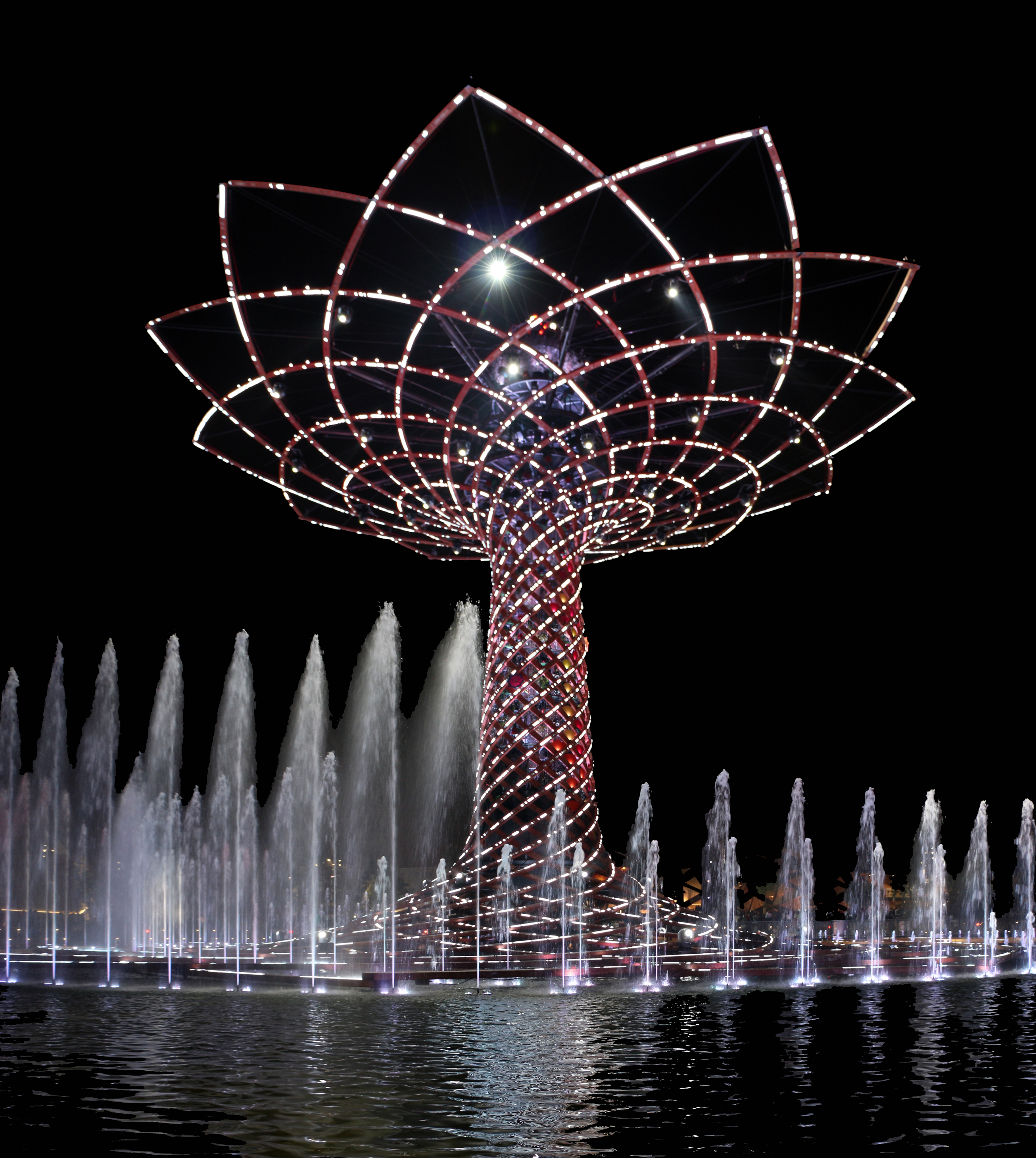
Albero della Vita am italienischen Pavillon

Im Oktober 2003 beschloss die italienische Regierung, sich mit Mailand für die Expo 2015 zu bewerben. Als Ausstellungsort wurde das Gelände der Neuen Messe Mailand vorgesehen, die 2005 eröffnet wurde. Die endgültige Entscheidung für Mailand fand jedoch erst am 31. März 2008 statt – auf der Konferenz des Bureau International des Expositions in Paris konnte sich die Stadt bei den Delegierten mit 86 zu 65 Stimmen gegen den Konkurrenten Izmir durchsetzen. Der Zuschlag für Mailand wurde in der Stadt mit einer „Victory Parade“ gefeiert.
Am 31. Juli 2013 kündigte die Ausstellungsgesellschaft eine Medienpartnerschaft mit dem staatlichen Rundfunksender RAI an, der unter der Bezeichnung RAI Expo über die Mailänder Weltausstellung berichten wird.
Bei der Eröffnung am 1. Mai 2015 kam es zu schweren Ausschreitungen in der Mailänder Innenstadt. Es gab Verletzte und Sachbeschädigung, einzelne Brände wurden mit Wasserwerfern gelöscht. Mehrere Personen wurden festgenommen.

### Organisierte Kriminalität und Korruption
Die Organisierte Kriminalität überschattete auch diese Weltausstellung. Die Ausstellungsgesellschaft schloss mit den beteiligten Baufirmen, um jeden Verdacht der Korruption oder Mafia-Infiltration zu vermeiden, eine Legalitätsvereinbarung und es wurden Zertifikate „mafiafrei“ vergeben. Alle beteiligten Baufirmen wurden als zertifiziert mafiafrei bestätigt. Die Baustellen wurden kontrolliert. Mit dem Resultat, dass bei 7200 Kontrollen es keine einzige Unregelmäßigkeit, geschweige denn eine Anzeige gab.
Am 8. Mai 2014, ein Jahr vor der Eröffnung der Weltausstellung Expo 2015, wurde ein Korruptionsring ausgehoben, dem ein Ex-Berlusconi-Senator und ein früherer Sozialist angehörten – insgesamt sieben Manager und Politiker wurden wegen Korruption im Zusammenhang mit der Expo 2015 verhaftet. Sie kontrollierten die Ausschreibungen für die Expo und kassierten hohe Bestechungsgelder. Den Verhafteten wurde die Bildung einer mafiosen „cùpola“ zur persönlichen Ausbeutung und Manipulation der milliardenschweren Auftragsvergabe angelastet. In Untersuchungshaft genommen wurden unter anderen der für die Auftragsvergabe direkt zuständige Expo-2015-Manager sowie der ehemalige Chef der für Infrastrukturvorhaben verantwortlichen Gesellschaft der Region Lombardei. Der letztgenannte Direktor war bereits einmal im März zusammen mit sieben Komplizen wegen korrupter Machenschaften in Untersuchungshaft gesteckt worden.
Aus Angst davor, dass die Bauarbeiten nicht pünktlich abgeschlossen werden, für negative Schlagzeilen hatte der bedenkliche Rückstand bei den Bauarbeiten bereits gesorgt, sah sich die Regierung des Ministerpräsidenten Matteo Renzi jedoch veranlasst, die Kontrollverfahren gegen die Mafia zu „vereinfachen“.

## Thema
Als Thema für die Expo 2015 wurde Den Planeten ernähren, Energie für das Leben (Nutrire il pianeta, energia per la vita) gewählt. Es sollte Technologie, Innovation, Kultur, Tradition und Kreativität mit den Themen Ernährung und Essen verbinden und knüpfte damit an Themen an, die bereits in früheren Weltausstellungen eine Rolle gespielt hatten (z. B. bei der Expo 2008 in Saragossa mit dem Thema Wasser und nachhaltige Entwicklung). Angesichts neuer globaler Szenarien und aktueller Probleme lag der Schwerpunkt auf dem Recht aller Menschen auf gesunde und ausreichende Ernährung. Anders als bei bisherigen Weltausstellungen sollte diesmal keine Leistungsschau veranstaltet, sondern ein Diskussionsforum geboten werden.

## Infrastruktur

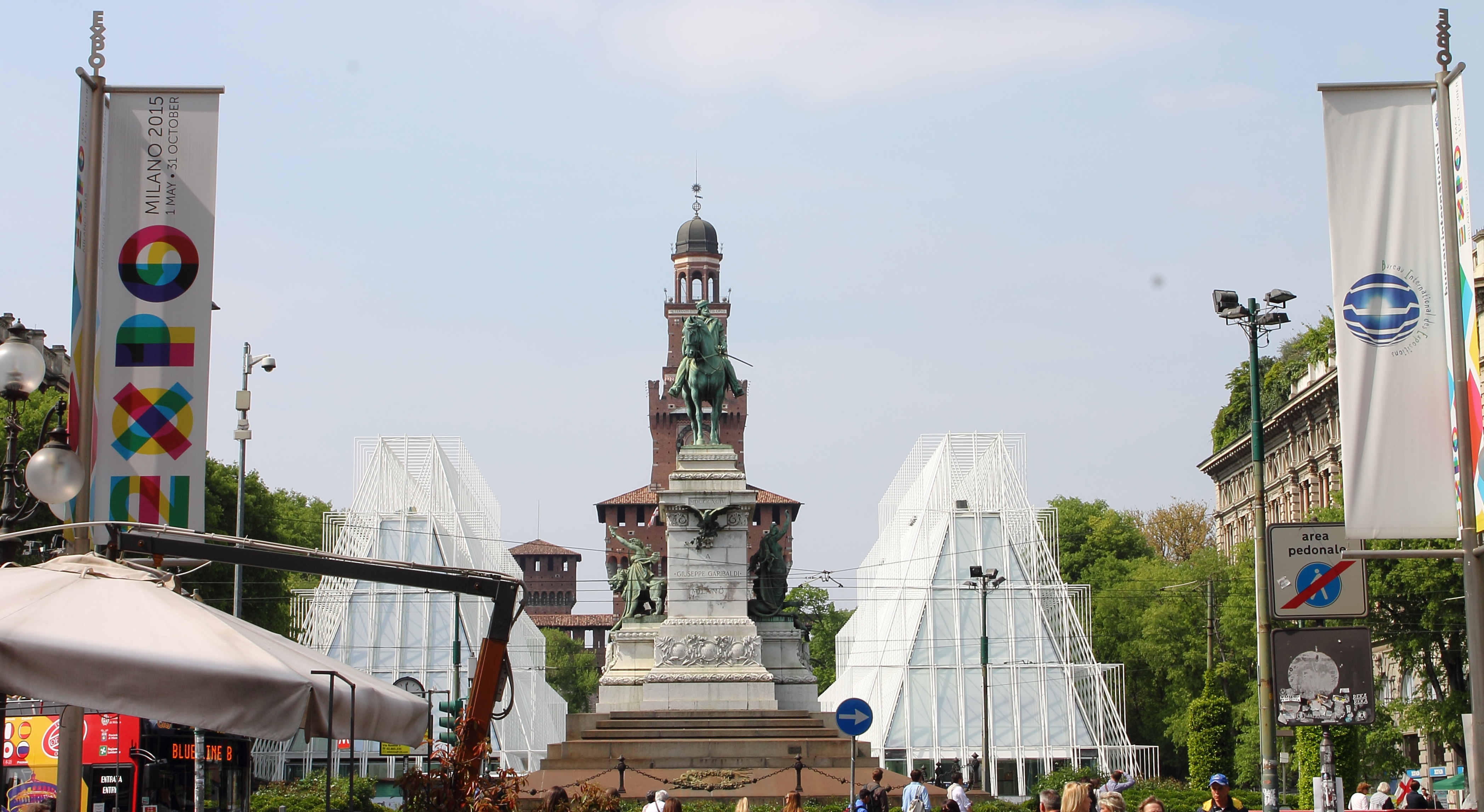
Piazza Castello

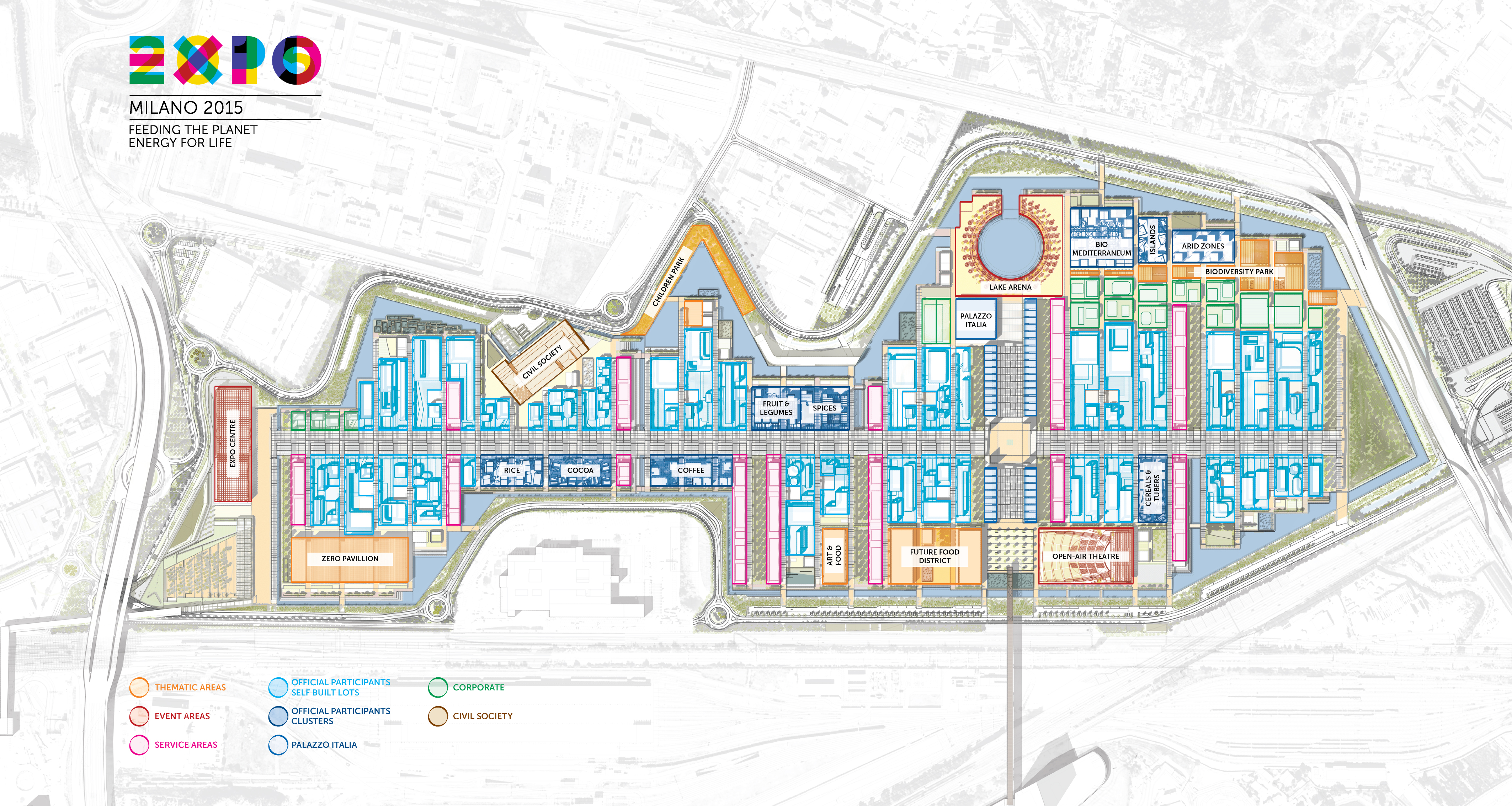
EXPO2015-Geländeplan

Das Gelände, das die Messehallen der Expo 2015 beherbergt, erstreckt sich nordwestlich von Mailand in den Gemeinden von Rho und Pero. Es nimmt eine Fläche von 1,1 km² ein. Neben dem neuen Messegelände Fiera di Milano, einem Entwurf des Architekten Massimiliano Fuksas, entsteht eine städtebauliche Neugestaltung des gesamten Gebietes. Das Gebiet war lange Zeit von Industrieanlagen geprägt und wurde dann sowohl für die Landwirtschaft als auch für logistische und kommunale Dienstleistungen verwendet. Die beiden Bereiche werden durch eine Fußgängerbrücke verbunden, die neben dem zukünftigen Bahnhof für Hochgeschwindigkeitszüge in Rho-Pero liegt (Bahnhof Rho Fiera). Die ursprünglich geplanten Radwege wurden nie gebaut, sodass es nicht praktisch war, mit dem Fahrrad anzureisen. Mehrere Autobahnen wurden gebaut oder erweitert, um den Zugang zum Messegelände zu ermöglichen.
Die Weltausstellung mit ihrer umfangreichen, jedoch temporären Gesamt-Infrastruktur wurde von verschiedenen nationalen und internationalen Unternehmen im Rahmen eines Sponsoring unterstützt.

## Pavillons

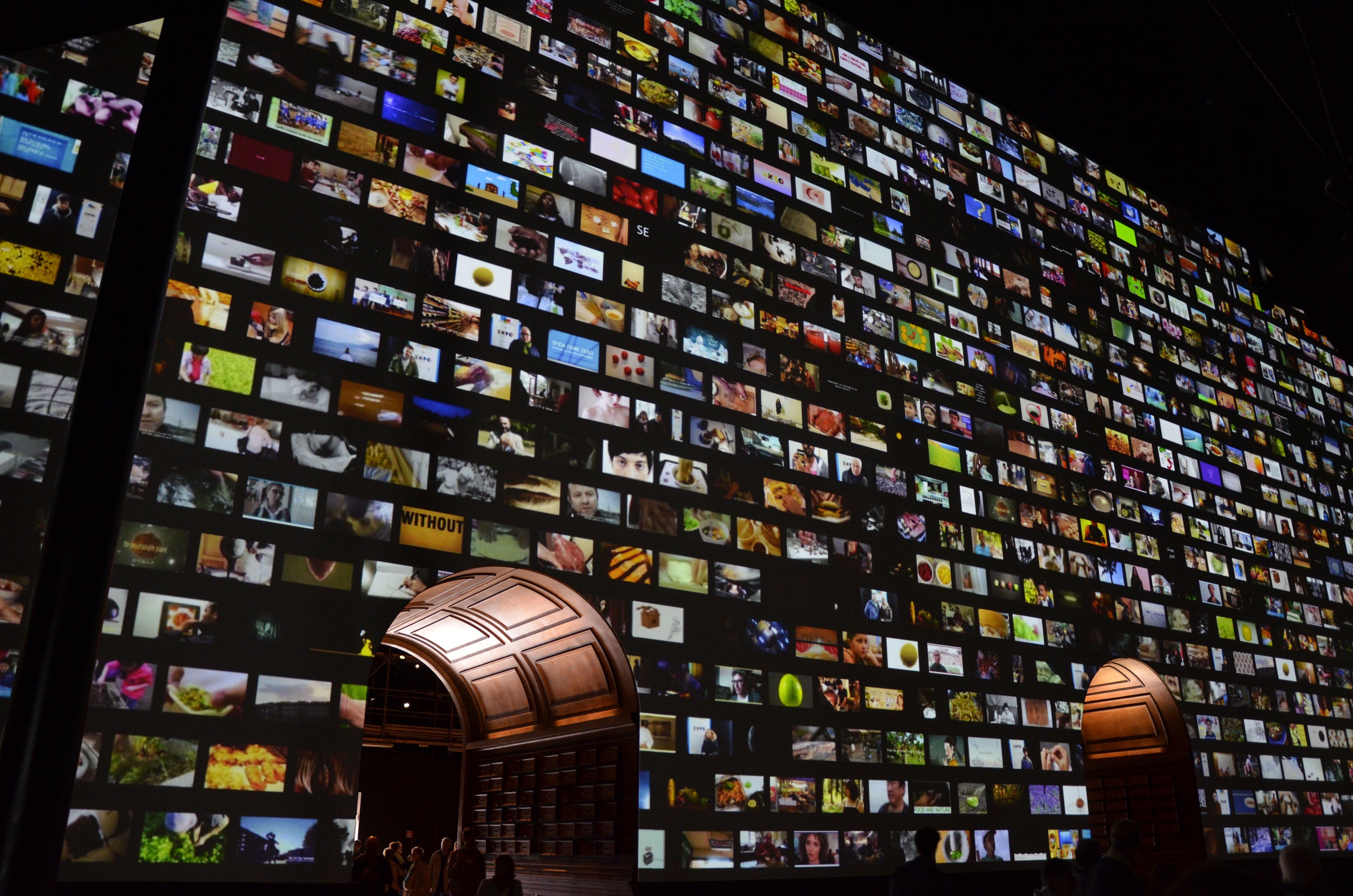
Pavillon Zero der Vereinten Nationen

Die einzelnen Pavillons wiesen eine Fläche zwischen 500 und 4500 m² auf. Es war vorgesehen, dass 56 % der Fläche begrünt sein sollten. Die Expo-Leitung erwartete ein Besucheraufkommen von 20 Millionen, wobei etwa 75 % der Besucher aus Italien stammen würden.

### Deutschland

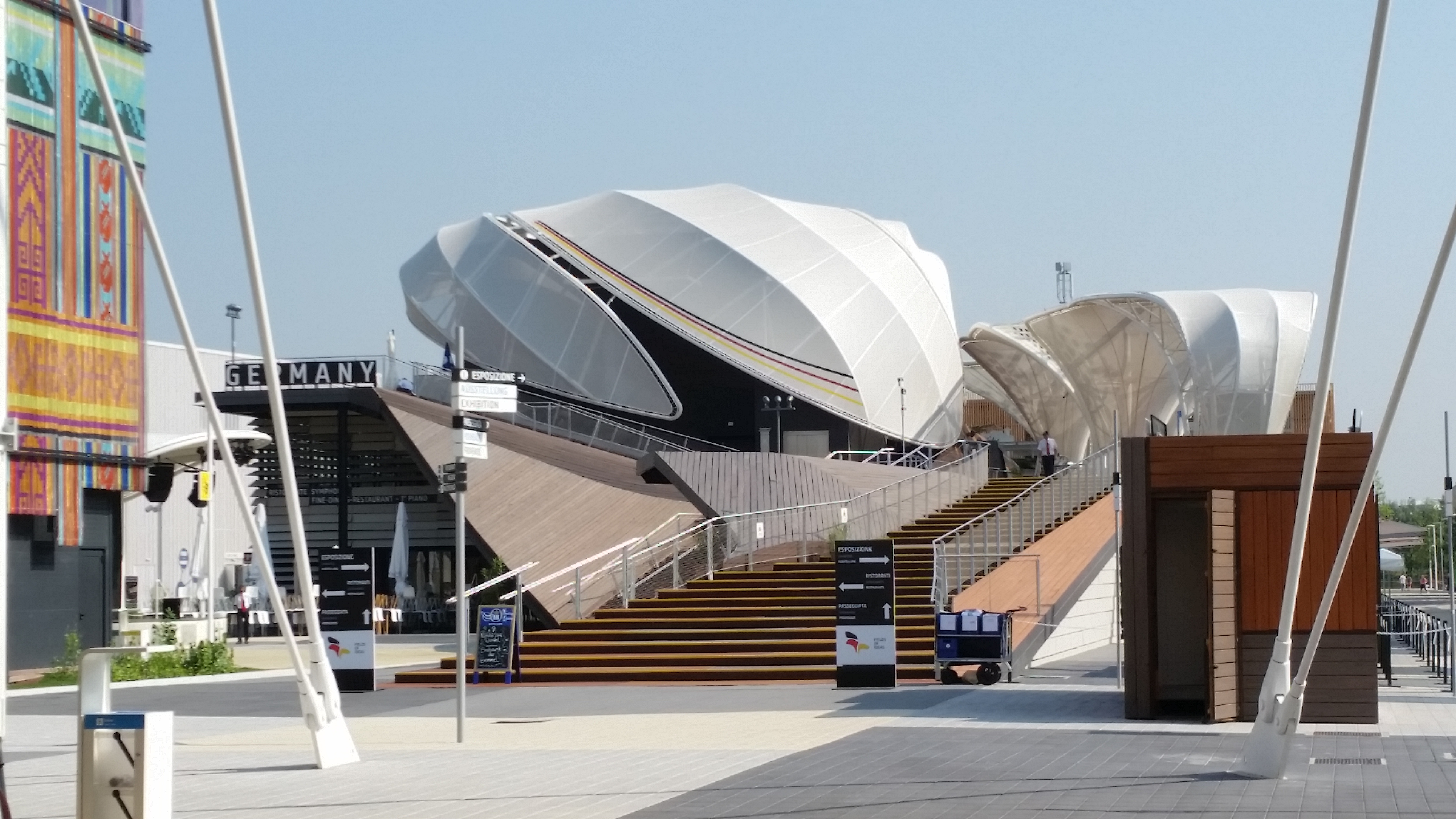
Der deutsche Pavillon

Der Teilnahmevertrag für die EXPO 2015 wurde am 25. September 2012 unterzeichnet. Die Ausstellungsfläche des deutschen Pavillons betrug rund 4900 m², die Investitionssumme betrug 40 Millionen Euro. Im Juni 2013 wurde der Siegerentwurf der ARGE Deutscher Pavillon EXPO 2015 Mailand (Schmidhuber, Milla & Partner, Nüssli Deutschland) vorgestellt. Für die Organisation des Deutschen Pavillons wurde die Messe Frankfurt vom Bundesministerium für Wirtschaft und Energie ausgewählt.
Fields of Ideas, der Deutsche Pavillon, orientierte sich am Leitmotiv der EXPO 2015 („Feeding the Planet, Energy for Life“). Deutschland präsentierte sich als lebendige, fruchtbare „Landschaft“ voller Ideen für die Ernährung der Zukunft. Unter dem Motto Be active! machte der Pavillon erlebbar, wie bedeutsam ein wertschätzender Umgang mit der Natur für die Nahrungssicherung ist und lud die Besucher ein, selbst aktiv zu werden.
Architektur und Ausstellung waren eng miteinander verzahnt. Der Pavillon in Form einer sanft ansteigenden Landschaftsebene erinnerte an ein Stück deutscher Feld- und Flurlandschaft. Zentrales Gestaltungselement waren stilisierte Pflanzen, die als „Ideen-Keimlinge“ aus der Ausstellung an die Oberfläche wuchsen, wo sie ein Blätterdach entfalteten.
Besucher konnten die „Fields of Ideas“ auf zwei Wegen entdecken: Auf dem ersten Weg flanierten sie über die frei begehbare Landschaftsebene. Der zweite Weg führte durch die Themenausstellung im Pavillon-Inneren – von den Quellen der Ernährung bis hin zu Lebensmittelproduktion und Konsum in der urbanen Welt.
Um in die Welt der sechs Themenfelder Wasser, Boden, Klima, Artenvielfalt, Lebensmittel sowie Mein Garten der Ideen einzutauchen, erhielt jeder Besucher ein SeedBoard. Dabei handelte es sich um ein 20 mal 10 Zentimeter großes, ausklappbares Stück Wellpappe. Die Innenfläche diente als Projektionsfläche für alle virtuell im Pavillon erfahrbaren Inhalte – Texte, Bilder, Filme oder Spiele. Ausstellungsinhalte ließen sich mit dem SeedBoard starten und steuern.
„Bei allen Themen, die der Deutsche Pavillon zur Entdeckung bereithält, ist die Fassade des Pavillons diejenige, die alles zusammenhält, die das charakteristische Bild Deutschlands nach Außen transportiert.“ Holz, Faserzement und textile Membrane mit organischer Photovoltaik waren die prägenden Materialien des Deutschen Pavillons. Für die Fassaden, die in ihrem Erscheinungsbild aufgebrochenen Erdschichten ähnelten, wählten die Architekten ein traditionsreiches Produkt in seiner neuesten Version: durchgefärbte Faserzementtafeln in zwei neuen irdenen Farbtönen.
Mit rund drei Millionen Besuchern zog der Deutsche Pavillon „Fields of Ideas“ zum Abschluss der Expo Milano 2015 eine positive Bilanz. Neben dem Reddot Award für die beste Kommunikation im Raum zeichnete ihn das US-amerikanische Exhibitor Magazin als besten Pavillon und für die beste Interaktivität (für das SeedBoard) aus. Ebenso gewann der Deutsche Pavillon bei den FAMAB-Awards in drei Kategorien: Gold für das „Best Public Event“, Gold für die „Best Interactive Installation“ und Bronze für die „Best Thematic Exhibition“. Der Award für die „Best Interactive Installation“ ging mit der höchsten Jurywertung für das „SeedBoard“ an das Team des Deutschen Pavillons.
Nach Aichi, Saragossa, Yeosu und Shanghai hat eine internationale Jury den Deutschen Expo-Auftritt in Mailand ein weiteres Mal mit dem B.I.E.-Award ausgezeichnet. Mit den B.I.E. Awards würdigte sie diejenigen Teilnehmer, die u. a. das Motto „Feeding the Planet, Energy for Life“ am besten in Mailand umgesetzt haben. Die Preise lobt das Bureau International des Expositions (B.I.E.) mit Sitz in Paris aus, das die Vergabe von Weltausstellungen verantwortet.

### Österreich

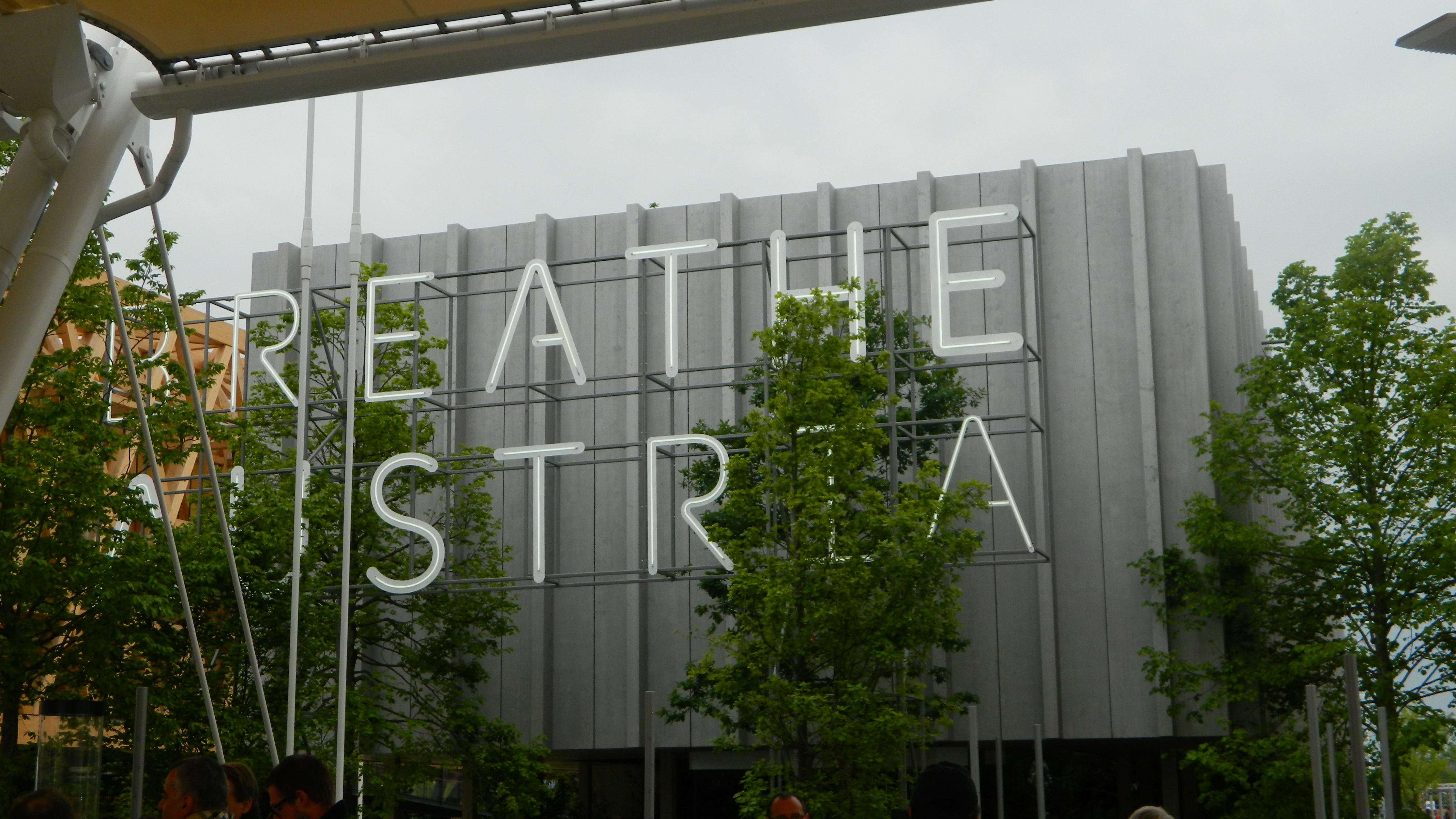
Der österreichische Pavillon

Am 17. April 2012 entschied Österreich an der Expo 2015 teilzunehmen. Die Ausstellungsfläche des österreichischen Pavillons wird voraussichtlich rund 2000 m² betragen.
Am 13. Januar 2014 wurde der Österreich-Pavillon für die Weltausstellung 2015, die unter dem Motto: „Feeding the Planet, Energy for Life“ steht, im 21er Haus, dem Museum für zeitgenössische Kunst, präsentiert. 450 Interessenten forderten die Ausschreibungsunterlagen an, 56 Kreativ-Teams reichten im Rahmen eines EU-weiten Gestaltungswettbewerbs Entwürfe ein. Eine Fachjury ermittelte im Anschluss den hinsichtlich Idee, Raumkonzept, Realisierbarkeit und Nachhaltigkeit bestgeeigneten Entwurf. Wettbewerbssieger war das interdisziplinäre team.breathe.austria, dem unter anderem Vertreter der TU Graz und der BOKU Wien angehören. Ihr energieautarkes Konzept breathe.austria rückt mit der Luft das „Lebensmittel Nummer eins“ ins Zentrum. Die Ausstellungsfläche von 560 Quadratmetern wurde mit heimischen Bäumen dicht bepflanzt, die gesamte Vegetation von Stauden bis Großgehölzen durchläuft während der EXPO einen regulären Jahreszeitenzyklus. „Wir nützen das hohe Identifikationspotenzial der einmaligen Luft- und Lebensqualität in Österreich und thematisieren die natürliche wie technische Kompetenz unseres Landes. Nach dem Motto ‚Energy for Life‘ realisieren wir einen Pavillon zum Durchatmen — mit dem gefühlten Klima eines dichten Waldes aus Österreich. Ein Atemzug in unserem österreichischen Wald bleibt zwei Jahre in der Lunge“, unterstreicht Klaus. K. Loenhart, Vertreter des team.breathe.austria.
Im Zuge des Programms Towards a Sustainable EXPO des italienischen Umweltministeriums erhielt Österreich für den Pavillon für sein nachhaltiges Architekturkonzept eine Auszeichnung.

### Schweiz

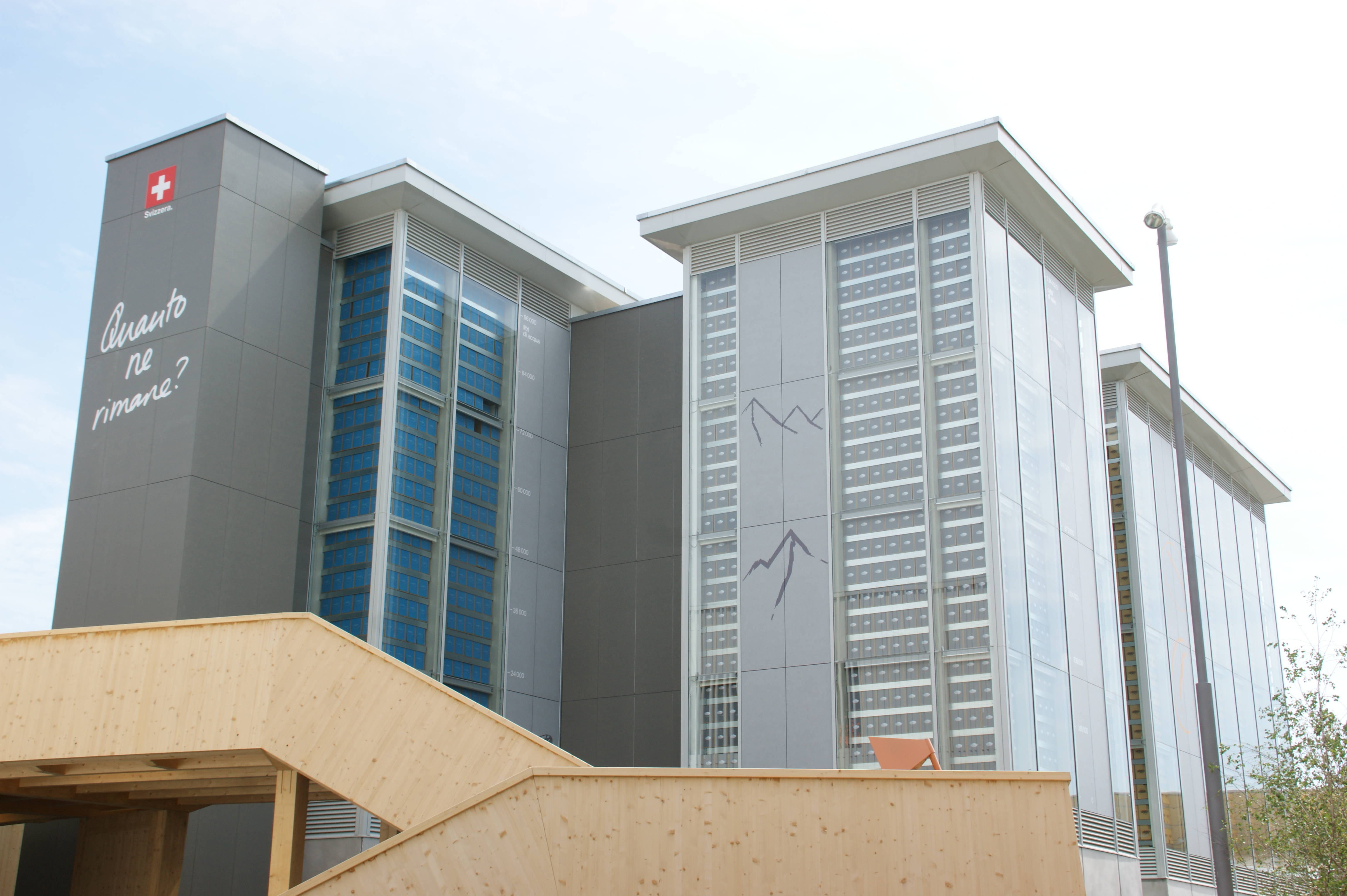
Der Pavillon der Schweiz

Der Schweizerische Bundesrat hat sich am 12. Mai 2010 für eine Teilnahme der Schweiz an der Expo 2015 ausgesprochen. Die Schweiz bestätigte am 5. Januar 2011 ihre Teilnahme an der Expo 2015 gegenüber dem Gastgeberland Italien. Einen Monat später, am 3. Februar 2011, wurde im Centro Svizzero in Mailand im Beisein von Oberbürgermeisterin Letizia Moratti die Teilnahme der Schweiz mit einem offiziellen Anlass gefeiert. Am 27. Oktober 2011 erfolgte die Unterzeichnung des entsprechenden Vertrages.
Die Schweiz war mit dem Projekt Confooderatio Helvetica, ein Wortspiel abgeleitet aus dem lateinischen Namen der Schweizerischen Eidgenossenschaft, Confoederatio Helvetica (CH), und dem englischen Wort für Essen, food, vertreten. Der Schweizer Pavillon umfasste eine Fläche von 4432 m² und steht in unmittelbarer Nähe des italienischen Pavillons.
Für die Umsetzung des am 20. Januar 2012 aus einem anonymen zweistufigen Wettbewerb aus 103 eingereichten Ideen hervorgegangenen Siegerprojekts der netwerch GmbH aus Brugg zeichnet Präsenz Schweiz verantwortlich, die bauliche Umsetzung realisierte Nüssli (Schweiz) AG. Das Projekt sieht u. a. den Bau von bis zu 12 Meter hohen Holztürmen vor, die mit Schweizer Spezialitäten gefüllt werden, wo sich dann die Besucher bedienen können. Die aus den Holztürmen konsumierten Esswaren sollen nicht wieder nachgefüllt werden. So soll den Besuchern vor Augen geführt werden, dass Lebensmittelvorräte nicht unerschöpflich sind.

„Das Thema ist besonders interessant, weil es die Diskussion über verschiedene große Herausforderungen für die Zukunft unseres Planeten eröffnet.“

Hauptsponsor des Schweizer Pavillons war der Nahrungsmittelkonzern Nestlé, den Städteauftritt von Basel sponsert der dort ansässige Saatgut- und Pflanzenschutzmittelhersteller Syngenta. Die Art der Präsentation wurde von mehreren Schweizer Nichtregierungsorganisationen kritisiert.

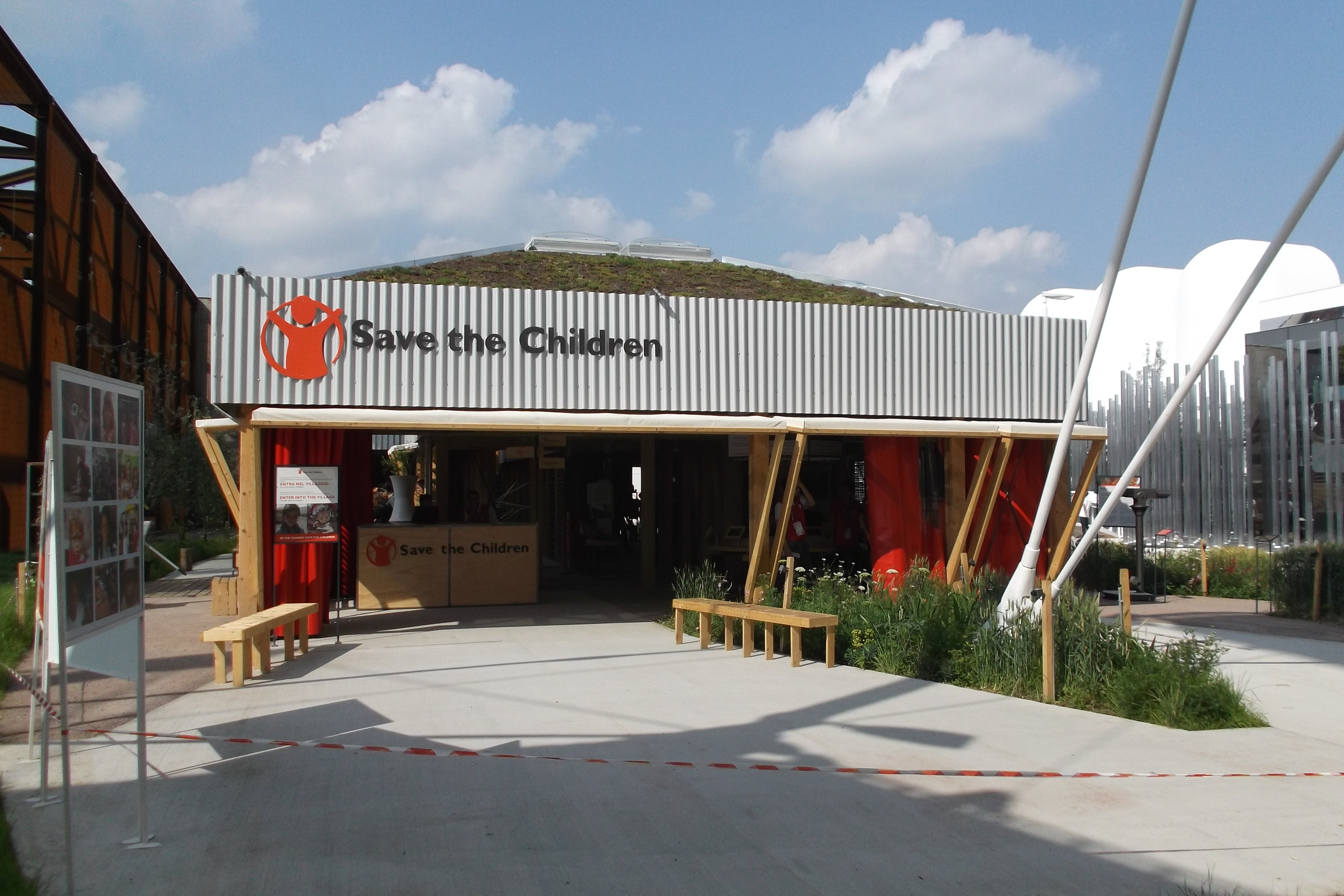
Save the Children Pavilion
Der Pavilion ist zerlegbar und wiederaufbaubar und wurde so konzipiert, dass er nach der Ausstellung vollständig an eine weitere Nutzungen angepasst werden konnte. Bis zu 90 % der Komponenten wurden wiederverwendet und nach der EXPO als Schule im syrischen Flüchtlingslager Al-Marj im Libanon umfunktioniert. Er wurde vom italienischen Architekturbüro Argot ou La Maison Mobile (AOUMM) entworfen.

## Teilnehmer
An der Weltausstellung nahmen folgende Staaten und Organisationen als Aussteller teil:

### Länder
| - Republik China - Afghanistan - Ägypten - Albanien - Algerien - Angola - Äquatorialguinea - Argentinien - Armenien - Aserbaidschan - Äthiopien - Bahrain - Bangladesch - Belgien - Benin - Bolivien - Bosnien und Herzegowina - Brasilien - Brunei - Bulgarien - Burundi, - Chile - China, Volksrepublik - Costa Rica - Deutschland - Dominica - Dominikanische Republik - Ecuador - Elfenbeinküste - El Salvador - Eritrea - Frankreich - Gabun - Gambia - Georgien - Ghana - Griechenland - Guatemala - Guinea - Guinea-Bissau - Haiti - Honduras - Indien - Indonesien - Irak - Iran - Irland | - Israel - Italien (Gastgeber) - Japan - Jemen - Jordanien - Kambodscha - Kamerun - Kap Verde - Kasachstan - Katar - Kenia - Kirgisistan - Kolumbien - Komoren - Kongo, Demokratische Republik - Kongo, Republik - Kroatien - Kuba - Kuwait - Laos - Lettland - Libanon - Libyen - Litauen - Malaysia - Mali - Malediven - Malta - Mauretanien - Mexiko - Föderierte Staaten von Mikronesien - Moldau - Monaco - Mongolei - Montenegro - Mosambik - Myanmar - Nepal - Niger - Nigeria - Oman - Österreich - Pakistan - Palau - Palästina - Panama | - Paraguay - Peru - Philippinen - Polen - Ruanda - Rumänien - Russland - San Marino - São Tomé und Príncipe - Sambia - Saudi-Arabien - Schweiz - Senegal - Serbien - Seychellen - Sierra Leone - Simbabwe - Slowakei - Slowenien - Spanien - Sri Lanka - St. Lucia - St. Vincent und die Grenadinen - Südkorea - Syrien - Tadschikistan - Tansania - Thailand - Togo - Tschechien - Tunesien - Türkei - Turkmenistan - Uganda - Ukraine - Ungarn - Uruguay - Usbekistan - Vanuatu - Vatikanstadt - Vereinigte Arabische Emirate - Vereinigtes Königreich - Vereinigte Staaten - Vietnam - Belarus - Zentralafrikanische Republik |

### Internationale Organisationen
- CERN[120]
- Europäische Union[121]
- FAO
- IOC
- Vereinte Nationen[122]

## Sonstiges
Für die Expo gab es für die Betriebssysteme Android und iOS eine offizielle App. Sie enthielt beispielsweise eine GPS-basierte Karte des Ausstellungsgeländes. Allerdings wurde die Karte nur bei eingeschaltetem Datenroaming angezeigt, oder bei Nutzung des Expo-WLAN, welches auf den Außenbereichen nahezu flächendeckend allen Besuchern kostenfrei zur Verfügung stand.